# Roger Summit
Roger Kent Summit (1930) es un informatólogo, documentalista y empresario estadounidense. Experto en sistemas de información, fue el fundador de la compañía de recuperación de información en línea Dialog y uno de los padres de la teledocumentación.

## Biografía
Roger Summit nace en Detroit en el estado de Míchigan (Estados Unidos). Se licenció en psicología en 1952 por la Universidad Stanford, doctorándose en 1965 con una tesis sobre gestión científica. Empezó a trabajar como ingeniero de la información en la compañía Lookheed Missiles and Space Company en 1962 y en 1967, con el fin de unir en línea a todos los archivos de los centros de la NASA, y con el propósito de recuperar la información por computadora, crearía RECON (la futura DIALOG). 
En 1969, Summit amplió considerablemente las funciones del proyecto de teledocumentación: creó la primera red de información transeuropea con las bases de datos de la Agencia Espacial Europea, y creó ERIC, una base de datos con recursos educativos para investigadores y profesores de todo el país, el primer servicio de recuperación de información en línea que no versara sobre asuntos militares y de defensa. 
En 1972, la compañía adopta el nombre de DIALOG, se establece en Palo Alto en el estado de California y se convierte en la empresa de información y documentación en línea más importante del mundo. Summit fue su presidente hasta 1991 cuando se jubiló, pasando a tener un puesto emérito en la compañía.
Roger Summit trabajó en la armada de EE. UU.) entre 1952 y 1955 como oficial de comunicación. También ha desempeñado una labor académica dentro del campo de la Información y Documentación Científica, participando con distintas asociaciones bibliotecarias y documentales en asuntos de políticas de información como la American Library Associaton; ha publicado más de 100 artículos científicos. Roger Summit es miembro de numerosas sociedades y academias científicas, entre ellas la American Society of Information Science and Technology o la Asociación Estadounidense para el Avance de la Ciencia.   
En 1991, le fue concedido el Premio ASIST al Mérito Académico.